# Mugodžary
Mugodžary (kazašsky Мұғалжар, Muğalžar, rusky Горы Мугоджары, Gory Mugodžary) je nevysoké pohoří na severozápadě Kazachstánu, které představuje jižní zakončení horského pásma Uralu, od něhož jsou odděleny Guberlinskou pahorkatinou. Masiv protíná významná železniční trať Samara–Taškent.

## Členění
Mugodžary mají podobu horského hřbetu, táhnoucího se v délce zhruba 200 kilometrů severojižním směrem.
- Severní Mugodžary tvoří úzký jednoduchý hřbet.
- Jižní Mugodžary se rozdělují do dvou hřbetů probíhajících rovnoběžně. Maximální šířka nepřesahuje 30 kilometrů. Nejhornatější je západní hřbet Jižních Mugodžar s nejvyšším bodem Velký Boktybaj (Bolšoj Boktybaj), dosahujícím nadmořské výšky 657 metrů.

## Vodstvo
Mugodžary tvoří rozvodí mezi pánvemi Kaspického moře a Aralského jezera. Západní svahy odvodňují řeky Or (přítok Uralu) a Emba, směrem k východu odtéká řeka Irgiz.

## Podnebí

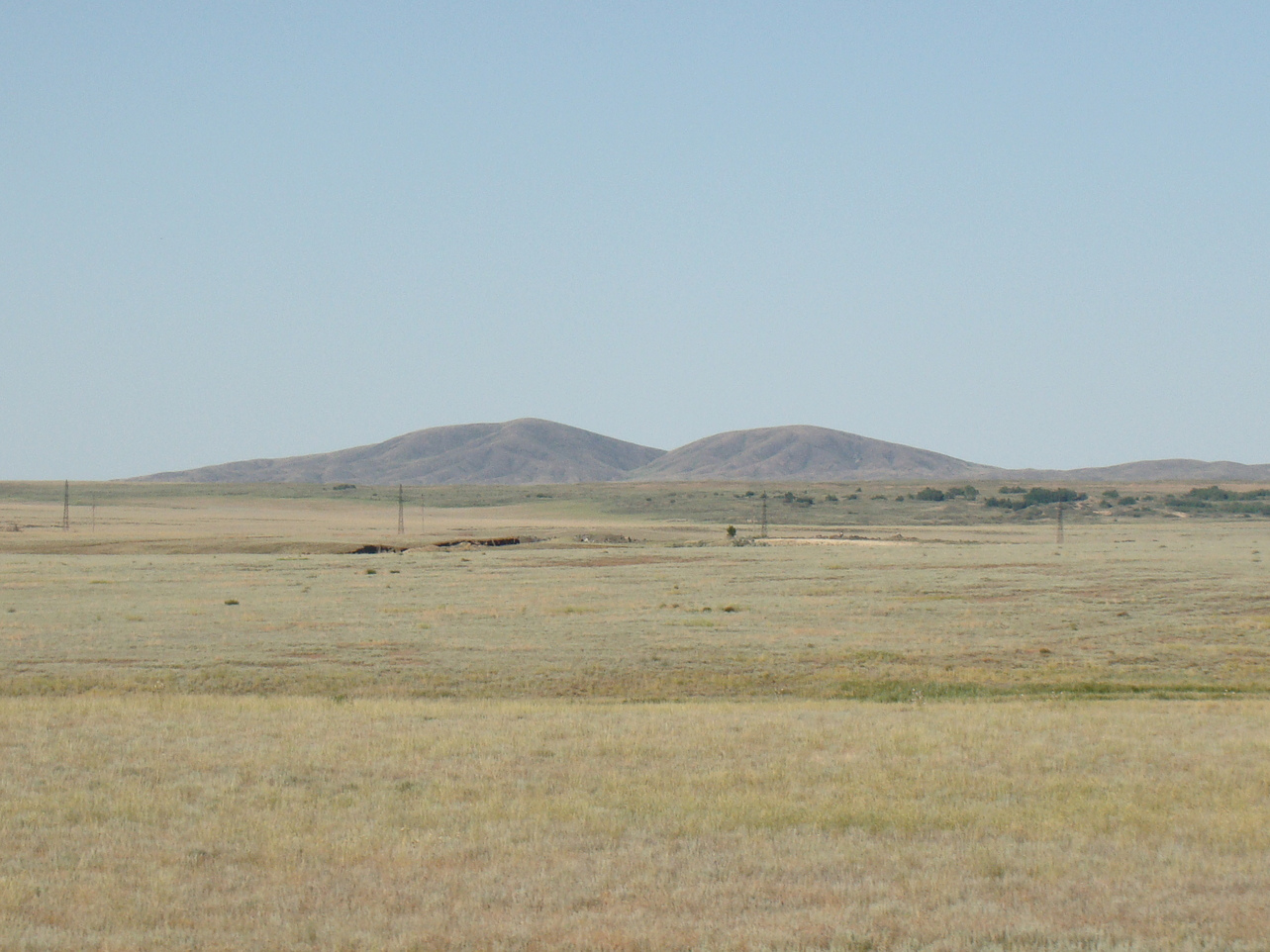
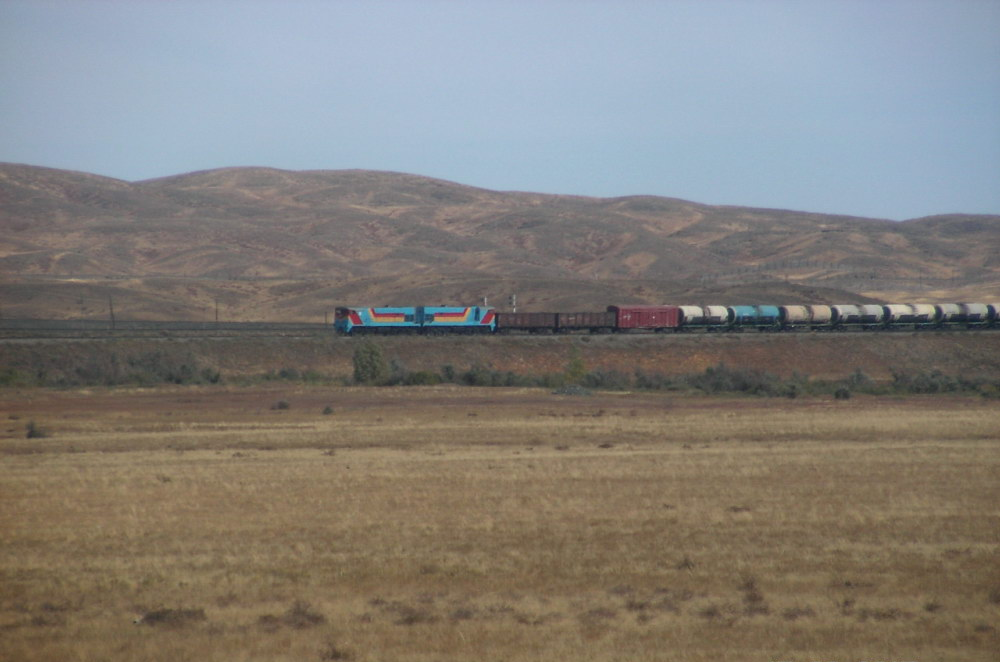
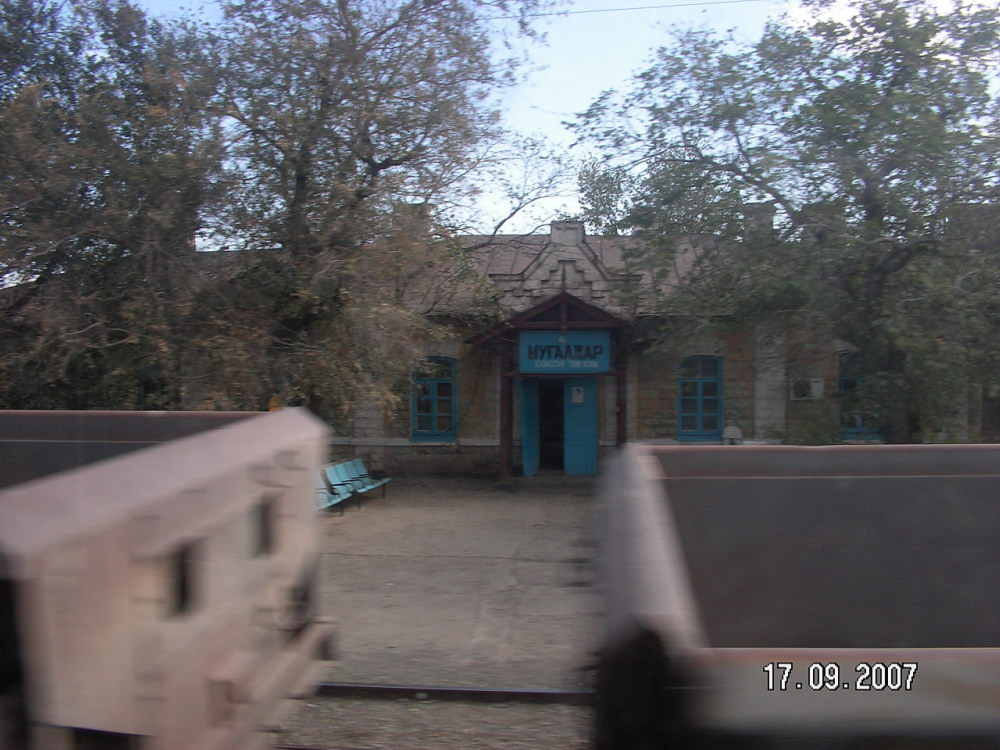

Podnebí je mírné, suché kontinentální. Průměrná roční teplota se pohybuje kolem 5 °C (−14 °C v lednu, 24 °C v červenci), roční úhrn srážek mezi 200–250 milimetrů.